# Пенега
Пенега (устар. Пеняга) — река в России, протекает по Беломорскому району Карелии. Впадает в озеро Сумозеро.

## Физико-географическая характеристика
Высота истока — 112,6 м над уровнем моря.
Длина реки 21 км, площадь водосборного бассейна — 82,8 км². Бассейн находится в границах Сумпосадского сельского поселения, в безлюдной лесистой болотной местности в северо-западной части кряжа Ветреный пояс. Река вытекает из мелких озёр у северного берега озера Пулозеро. Течёт на северо-запад через озёра Шордозеро, Верхнее- и Нижнее Пенозеро. Впадает с юго-востока в озеро Сумозеро на реке Сума (бассейн Белого моря).
Реку дважды пересекает дорога местного значения 86К-20 («Беломорск — Сумпосад — Вирандозеро — Нюхча»).

## Данные водного реестра
По данным государственного водного реестра России относится к Баренцево-Беломорскому бассейновому округу, водохозяйственный участок реки — реки бассейна Онежской губы от южной границы бассейна реки Кемь до западной границы бассейна реки Унежма, без реки Нижний Выг. Речной бассейн реки — бассейны рек Кольского полуострова и Карелии, впадающих в Белое море.
Код водного объекта в государственном водном реестре — 02020001412102000007136.